# Gómez (Familienname)
Gómez ist ein sehr häufiger spanischer Familienname, der ursprünglich patronymisch aus dem Namen Gomo oder Gome gebildet wurde. Außerhalb des spanischen Sprachraums ist auch die Schreibweise Gomez ohne Akut anzutreffen. Die portugiesische und galicische Namensform lautet Gomes, auf Katalanisch heißt der Name Gomis.
Der nicht mehr existierende Vorname Gomo leitet sich vom westgotischen Wort guma für „Mann“ ab. Mehrere germanische verwandte Wörter haben die gleiche Bedeutung (altenglisch: guma, mittelenglisch: gomo, althochdeutsch: gomo, mittelhochdeutsch: gome) und sind mit dem lateinischen homo verwandt.

## Varianten
- katalanisch: Gomis
- portugiesisch: Gomes

## Namensträger

### A
- Abel Gómez Moreno (* 1982), spanischer Fußballspieler
- Adrián Marín Gómez (* 1997), spanischer Fußballspieler
- Aída Gómez (* 1967), spanische Tänzerin und Choreografin
- Alberto Gómez (Musiker) (1904–1973), argentinischer Sänger und Komponist
- Alberto Gómez (Rennfahrer), argentinischer Motorradrennfahrer
- Alberto Gómez (Fußballspieler, 1944) (1944–2020), uruguayischer Fußballspieler
- Alberto Gómez (Fußballspieler, 1988) (* 1988), kubanischer Fußballspieler
- Alberto Gómez Fernández (* 1980), spanischer Fußballspieler
- Alberto Gómez Franzutti (* 1950), argentinischer Fußballspieler
- Aleix Gómez (* 1997), spanischer Handballspieler
- Alejandro Gómez (Politiker) (1908–2005), argentinischer Politiker
- Alejandro Gómez (Leichtathlet) (1967–2021), spanischer Langstreckenläufer
- Alejandro Gómez (Basketballspieler) (* 1972), spanischer Basketballspieler
- Alejandro Gómez (Schwimmer) (* 1985), venezolanischer Schwimmer
- Alejandro Gómez (* 1988), argentinischer Fußballspieler, siehe Papu Gómez
- Alejandro Gómez (Tennisspieler) (* 1991), kolumbianischer Tennisspieler
- Alejandro Gómez Monteverde (* 1977), mexikanischer Filmregisseur
- Alfonso Gomez (Politiker) (* 1960), Schweizer Politiker (Grüne)
- Alfonso Gómez (Pianist) (* 1978), spanischer Pianist
- Alfonso Gómez (Boxer) (* 1980), mexikanischer Boxer
- Alfonso Gómez-Mena (* vor 1950), kubanischer Autorennfahrer
- Alfonso Gomez-Rejon (* 1972), US-amerikanischer Filmregisseur und -produzent
- Alfredo Gómez (Rennfahrer) (* 1989), spanischer Motorradrennfahrer
- Alfredo Gómez Jaime (1878–1946), kolumbianischer Lyriker
- Alfredo Gómez Morales (1908–1990), argentinischer Ökonom und Politiker
- Alfredo Cifuentes Gómez (1890–1989), chilenischer Geistlicher, Erzbischof von La Serena
- Alfredo Herrera Gómez (um 1987–2011), mexikanischer Musiker
- Alonso Gómez-Robledo (* 1949), mexikanischer Jurist und Richter
- Álvaro Gómez (Schwimmer) (* 1937), kolumbianischer Schwimmer
- Álvaro Gómez (Leichtathlet) (* 1989), kolumbianischer Sprinter
- Álvaro Gómez Becerra (1771–1855), spanischer Politiker
- Álvaro Gómez Hurtado (1919–1995), kolumbianischer Politiker
- Amaranta Gómez Regalado (* 1977), mexikanische Sozialanthropologin
- Amaury Gómez (* 1981), dominikanischer Tennisspieler
- Andrea Gomez (* 1990), paraguayische Basketballspielerin
- Andrés Gómez (Basketballspieler) (1913–1991), mexikanischer Basketballspieler
- Andrés Gómez (* 1960), ecuadorianischer Tennisspieler
- Andrés Gómez (Hockeyspieler) (* 1962), spanischer Hockeyspieler
- Andrés Gómez (Tennisspieler, 1978) (* 1978), ecuadorianischer Tennisspieler
- Andy Cruz Gómez (* 1995), kubanischer Boxer
- Ángel Gómez (Radsportler) (* 1981), spanischer Radrennfahrer
- Ángel Gómez Hernández (* 1988), spanischer Filmregisseur und Drehbuchautor
- Antonio Gómez (Boxer) (* 1945), venezolanischer Boxer
- Antonio Gómez Cantero (* 1956), spanischer Geistlicher, Bischof von Almería
- Antonio Gómez del Moral (1939–2021), spanischer Radrennfahrer
- Antonio Gómez Pérez (* 1973), spanischer Fußballspieler und -trainer
- Antonio Gómez de los Reyes, eigentlicher Name von Antonio Canales (* 1961), spanischer Tänzer und Schauspieler
- Arnulfo R. Gómez (1890–1927), mexikanischer Revolutionär und General
- Arthur Gómez (* 1984), gambischer Fußballspieler
- Asunción Gómez-Pérez (* 1967), spanische Informatikerin und Hochschullehrerin
- Axel Gómez (* 2006), venezolanischer Sprinter

### B
- Beatrice Gomez (* 1995), philippinisches Model und Schönheitskönigin, Miss Universe Philippinen 2021
- Begoña Gómez (Judoka) (* 1964), spanische Judoka
- Begoña Gómez (First Lady) (* 1975), spanische Marketingfachfrau und Ehefrau Pedro Sánchez’

### C
- Camilo Gómez (* 1984), kolumbianischer Radrennfahrer
- Carles Gómez (* 1977), andorranischer Fußballspieler
- Carlos Gómez (Tennisspieler) (* ?), kolumbianischer Tennisspieler
- Carlos Gómez (Schauspieler) (* 1962), US-amerikanischer Schauspieler
- Carlos Gómez (Baseballspieler) (* 1985), dominikanischer Baseballspieler
- Carlos Gómez (Eishockeyspieler) (* 1992), mexikanischer Eishockeyspieler
- Carlos Gómez (Leichtathlet) (* 1994), andorranischer Leichtathlet
- Carlos Gómez Astudillo (* 1992), chilenischer Fußballspieler
- Carlos Gómez Barrera (1918–1996), mexikanischer Musiker und Komponist
- Carlos Gómez Botero (1919–2009), kolumbianischer Schriftsteller und Historiker
- Carlos Gómez Carrera († 1940), spanischer Zeichner
- Carlos Gómez Casillas (1952–2017), mexikanischer Fußballspieler
- Carlos Gómez Gavazzo (1904–1987), uruguayischer Architekt
- Carlos Gómez Múgica (* 1951), spanischer Diplomat
- Carlos Gómez Herrera (* 1990), spanischer Tennisspieler
- Carlos Arturo Quintero Gómez (* 1967), kolumbianischer Geistlicher, Bischof von Armenia
- Carlos Enrique Trinidad Gómez (1955–2018), guatemaltekischer Bischof
- Cecilia Gómez (* 1993), bolivianische Leichtathletin
- César Gómez (* 1967), spanischer Fußballspieler
- César Gómez (Leichtathlet) (* 2001), mexikanischer Leichtathlet
- Charbel Gomez (* 2001), beninischer Fußballspieler
- Chris Gomez (* 1971), US-amerikanischer Baseballspieler
- Christian Gómez (* 1974), argentinischer Fußballspieler
- Ciro Alfonso Gómez Serrano (1918–1980), kolumbianischer römisch-katholischer Geistlicher, Bischof von Socorro y San Gil
- Clarra Gomez (* 1997), gambische Fußballspielerin
- Constantino Gómez Villa (1891–1981), spanischer römisch-katholischer Ordensgeistlicher, Apostolischer Vikar von Caroní
- Crescencio Gómez Valladares (1833–1921), Präsident von Honduras
- Cristián Gómez (Fußballspieler, 1978) (Cristián Alejandro Gómez Chandía, * 1978), chilenischer Fußballspieler und -trainer
- Cristian Gómez (Fußballspieler, 1987) (Cristian César Gómez, * 1987), argentinischer Fußballspieler
- Cristian Gómez (Fußballspieler, 1989) (Cristian Gómez García, * 1989), spanischer Fußballspieler
- Cristina Gómez Arquer (* 1968), spanische Handballspielerin
- Cristina Gómez (* 1998), spanische Squashspielerin

### D
- Damián Gómez (* 1994), uruguayischer Fußballspieler
- Dani Gómez (Fußballspieler, 1992) (* 1992), spanischer Fußballspieler
- Dani Gómez (Fußballspieler, 1998) (* 1998), spanischer Fußballspieler
- Dani Gómez (Spieleautor), spanischer Spieleautor
- Daniel Gómez (Wasserballspieler) (1948–2022), mexikanischer Wasserballspieler
- Daniel Gomez (Sänger) (* 1973), deutscher Sänger
- Daniel Gomez (Fußballspieler) (* 1979), französischer Fußballspieler
- Daniel Gómez (Fechter) (* 1990), mexikanischer Fechter
- Daniela Gómez (* 1993), argentinische Hammerwerferin
- David Gómez (Leichtathlet) (David Gómez Martínez, * 1981), spanischer Zehnkämpfer
- David Gómez (Schiedsrichter), costa-ricanischer Fußballschiedsrichter
- Deily Gómez, costa-ricanische Fußballschiedsrichterin
- Demetrio Gómez (* 1970), spanisch-mexikanischer Aktivist
- Derlis Gómez (* 1972), paraguayischer Fußballspieler
- Diana Gómez (* 1989), spanische Schauspielerin
- Diego Gómez (Fußballspieler) (* 2003), paraguayischer Fußballspieler
- Dina Anguiano Gómez (* 2001), mexikanische Squashspielerin
- Donaciano González Gómez (* 1920), mexikanischer Botschafter
- Drexel Gomez (* 1937), westindischer anglikanischer Erzbischof

### E
- Eddie Gomez (* 1944), US-amerikanischer Jazzbassist
- Edén Pastora Gómez (1937–2020), nicaraguanischer Guerillaführer
- Eduardo Gómez (Musiker) (1931–2010), argentinischer Folklore-Sänger und -Komponist
- Eduardo Gómez (Schauspieler)  (1951–2019), spanischer Schauspieler
- Eduardo Gómez (Fußballspieler, 1958) (* 1958), chilenischer Fußballspieler
- Eduardo Gómez (Fußballspieler, 1984) (* 1984), costa-ricanischer Fußballspieler
- Edward Gomez (* vor 1950), gambischer Polizist, Rechtsanwalt und Politiker
- Elena Gómez (* 1985), spanische Turnerin
- Eloísa Gómez-Lucena (* 20. Jh.), spanische Schriftstellerin
- Emilio Gómez (* 1991), ecuadorianischer Tennisspieler
- Emmanuel Gómez (* 1990), gambischer Fußballspieler
- Esteban Gómez (1483–1538), portugiesischer Entdecker

### F
- Fabio Gómez (* 1965), argentinischer Rugby-Union-Spieler
- Federico Agustín Gómez (* 1996), argentinischer Tennisspieler
- Federico Gómez de Salazar y Nieto (1912–2006), spanischer General
- Felipe Gómez Isa, spanischer Völkerrechtler
- Fernanda Contreras Gómez (* 1997), mexikanische Tennisspielerin
- Fernando Gómez Colomer (Fernando; * 1965), spanischer Fußballspieler
- Fernando Gómez (Schauspieler), spanischer Schauspieler
- Fernando Rodríguez Gómez, spanischer Sänger, siehe Fernando el de Triana
- Fernando Fernán Gómez (1921–2007), spanischer Schauspieler und Regisseur
- Francis Gómez (Judoka) (* 1968), venezolanische Judoka
- Francis Gomez (Politiker), gambischer Politiker
- Francisco Gómez (Leichtathlet) (* 1957), kubanischer Sprinter
- Francisco Gomez (Fußballspieler, 1979) (* 1979), US-amerikanischer Fußballspieler
- Francisco Gomez (Fußballspieler, 1989) (* 1989), costa-ricanischer Fußballspieler
- Francisco Gómez y Argüelles (1810–1854), honduranischer Politiker, Präsident 1852/1853
- Francisco Gómez de Altamirano y de Elizondo (1796–1838), zentralamerikanischer Politiker in der Provinz El Salvador
- Francisco Gómez Kodela (* 1984), argentinischer Rugby-Union-Spieler
- Francisco Gómez Marijuán (1906–1979), spanischer Ordensgeistlicher, Bischof von Malabo
- Francisco Gómez de Sandoval y Rojas (1553–1625), spanischer Kardinal
- Francisco Gómez-Jordana Sousa (1876–1944), spanischer Soldat und Politiker
- Francisco Esteban Gómez (1783–1852), venezolanischer General
- Francisco Javier Gómez Hernández (* 1967), mexikanischer Fußballspieler
- Francisco Javier Gómez Noya (* 1983), spanischer Triathlet, siehe Javier Gómez Noya
- Francisco José Gómez-Argüello Wirtz, eigentlicher Name von Kiko Argüello (* 1939), spanischer Maler und spiritueller Führer
- Francisco Nicolás Gómez Iglesias (* 1994), spanischer Student und Hochstapler
- Francisco Polvorinos Gómez (1910–1936), spanischer Missionar und Märtyrer
- Francisco Sánchez Gómez, siehe Paco de Lucía
- Frankie Gomez (* 1992), US-amerikanischer Boxer
- Franklin Gómez (* 1986), puerto-ricanischer Ringer
- Freddy Moreno Gómez († 2013), kolumbianischer Basketballspieler
- Fulgencio Morente Gómez (* 1962), deutsch-spanischer Schauspieler, Synchronsprecher, DJ, Übersetzer und Sänger

### G
- Gabriel Gómez (Fußballspieler, 1959) (* 1959), kolumbianischer Fußballspieler
- Gabriel Gómez (Fußballspieler, 1984) (* 1984), panamaischer Fußballspieler
- Gabriel Gómez Román (* 1985), spanischer Fußballspieler, siehe Gabri (Fußballspieler, 1985)
- George Gomez (Designer), US-amerikanischer Industrie- und Spieledesigner
- George F. Gomez (George Furmose Gomez; 1938–2020), gambischer Fußballspieler, Sportfunktionär und Manager
- Germán Quiroga Gómez (* 1951), bolivianischer Politiker
- Gerson Gómez (* 1983), costa-ricanischer Radrennfahrer
- Gertrudis Gómez de Avellaneda (1814–1873), spanische Dichterin
- Gilberto Gómez González (* 1952), spanischer Geistlicher, Bischof von Abancay
- Gildardo Gómez (* 1963), kolumbianischer Fußballspieler
- Gonzalo de Jesús Rivera Gómez (1933–2019), kolumbianischer Geistlicher, Weihbischof in Medellín
- Graciela de la Lama Gómez (1933–2019), mexikanische Diplomatin
- Gregoria Gómez (* 1995), kolumbianische Leichtathletin
- Gregorio Gómez (1924–2015), mexikanischer Fußballspieler
- Guillermo Gómez (Musiker) (1880–1955), spanischer Gitarrist, Musikpädagoge und Komponist
- Guillermo Gómez Gil (1862–1942), spanischer Maler und Hochschullehrer
- Guillermo Gómez-Peña (* 1955), mexikanisch-US-amerikanischer Performance-Künstler
- Guillermo Gómez Platero (1922–2014), uruguayischer Architekt
- Gumercindo Gómez (1907–1980), bolivianischer Fußballspieler
- Gustavo Gómez (* 1993), paraguayischer Fußballspieler

### H
- Héctor Gómez (* 2005), venezolanischer Mittelstreckenläufer
- Héctor Luis Lucas Peña Gómez (* 1929), kubanischer Geistlicher, Altbischof von Holguín
- Helios Gómez (1905 – 1956), spanischer Zeichner
- Henry Gomez (* 1963), gambische Politiker
- Hérculez Gómez (* 1982), US-amerikanischer Fußballspieler
- Hernán Darío Gómez (* 1956), kolumbianischer Fußballspieler und -trainer
- Heydi Núñez Gómez (* 1979), dominikanisch-deutsches Model

### I
- Ian Gomez (* 1964), US-amerikanischer Schauspieler
- Ibai Gómez (* 1989), spanischer Fußballspieler
- Ignacio Gómez (Schauspieler) (1932–2008), mexikanischer Schauspieler
- Ignacio Gómez (Journalist) (Nacho; * 1962), kolumbianischer Journalist
- Ignacio Gómez Menéndez (1813–1879), salvadorianischer Politiker, Diplomat, Jurist, Schriftsteller und Übersetzer
- Ignacio Gutiérrez Gómez (General) († 1911), mexikanischer General und Revolutionär
- Ignacio José Gómez Aristizábal (* 1929), kolumbianischer Geistlicher, Erzbischof von Santa Fe de Antioquia
- Iñaki Gómez (* 1988), kanadischer Geher
- Isabel Zendal Gómez (um 1771–nach 1811), spanische Krankenschwester, erste Frau auf internationaler Impfexpedition, Rektorin eines Waisenhauses
- Isabella Gomez (* 1998), kolumbianische Schauspielerin
- Ismael Gómez Fuentes (1878–1934), salvadorianischer Diplomat

### J
- Jaime Gómez (Fußballspieler) (1929–2008), mexikanischer Fußballtorwart
- Jaime Luis Gomez, eigentlicher Name von Taboo (Rapper) (* 1975), US-amerikanischer Rapper
- Jaimé P. Gomez (* 1965), US-amerikanischer Schauspieler
- James Gomez (Fußballspieler, 2001) (* 2001), gambischer Fußballspieler
- James Gomez (Fußballspieler, 2004) (* 2004), Fußballspieler für Guam
- James Gomez (Politikwissenschaftler) (* 1965), singapurischer Politikwissenschaftler und Politiker
- James F. P. Gomez (* 1946), gambischer Politiker
- Javier Gomez (Karateka), Schweizer Karateka
- Javier Gómez (Radsportler) (* 1969), argentinischer Radsportler
- Javier Gómez (Leichtathlet) (* 2001), venezolanischer Sprinter
- Javier Gómez-Montero (* 1958), spanischer Romanist
- Javier Gómez Noya (* 1983), spanischer Triathlet
- Javier Eduardo Gómez (* 1991), kolumbianischer Radsportler
- Javier Rojo Gómez (Politiker) (1896–1970), mexikanischer Politiker und Diplomat
- Jessica Hinojosa Gómez (* 1997), mexikanische Tennisspielerin
- Jesús Gómez (Reiter) (1941–2017), mexikanischer Springreiter
- Jesús Gómez (Handballspieler) (* 1965), spanischer Handballspieler
- Jesús Gómez (Leichtathlet) (* 1991), spanischer Leichtathlet
- Jesús Gómez (Leichtathlet, 1999) (* 1999), spanischer Sprinter
- Jesús Gómez Cairo (1949–2023), kubanischer Musikwissenschaftler und -pädagoge
- Jesús Alejandro Gómez (Fußballspieler, 1979) (* 1979), bolivianischer Fußballspieler
- Jesús Alejandro Gómez (Fußballspieler, 2002) (* 2002), mexikanischer Fußballspieler
- Jesús Javier Gómez (* 1984), venezolanischer Fußballspieler
- Jesús María Herrero Gómez (* 1984), spanischer Fußballspieler, siehe Chus Herrero
- Jewelle Gomez (* 1948), US-amerikanische Autorin
- Jimmy Gomez (* 1974), US-amerikanischer Politiker (Demokratische Partei)
- Jimmy Gómez (* 1992), ecuadorianischer Hindernisläufer
- João Gomez de Araújo (Komponist, 1846) (1846–1943), brasilianischer Komponist
- João Gomez de Araújo (Komponist, 1871) (1871–1963), brasilianischer Komponist, Sohn des vorigen
- João Pedro Gomez da Silva (* 1996), brasilianisch-spanischer Fußballspieler
- Joaquín Gómez (Schauspieler) (* 1940), spanischer Stuntman und Schauspieler
- Joaquín Gómez (Guerillakämpfer) (* 1947), kolumbianischer Guerillakämpfer
- Joaquín Gómez (Ruderer) (* 1967), mexikanischer Ruderer
- Joaquín Gómez (Fußballtrainer) (* 1986), spanischer Fußballtrainer
- Joaquín Gómez (Leichtathlet) (* 1996), argentinischer Hammerwerfer
- Joe Gomez (Joseph Dave Gomez; * 1997), englischer Fußballspieler
- Johan Gómez (* 2001), US-amerikanisch-mexikanischer Fußballspieler
- Jonathan Gomez (* 1984), Tennisspieler aus Trinidad und Tobago
- Jordi Gómez (* 1985), spanischer Fußballspieler
- Jorge Gomez (Badminton), portugiesischer Badmintonspieler
- Jorge Gómez (Fußballspieler), uruguayischer Fußballspieler
- Jorge Gómez Gutiérrez (1946–2021), mexikanischer Fußballspieler und -trainer
- Jorge Gómez (* 1956), kubanischer Radsportler
- Jorge Gómez de Parada (1885–1965), mexikanischer Fußballspieler
- Jorge Arias Gómez (1923–2002), salvadorianischer Autor
- Jorge Leonardo Gómez Serna (* 1942), kolumbianischer Ordensgeistlicher, Bischof von Magangué
- Jorge Luis Gómez Carreño (* 1968), chilenischer Fußballspieler
- José Gómez (Fußballspieler, 1915) (Che Gómez; 1915–1987), argentinischer Fußballspieler und -trainer
- José Gómez (Fußballspieler, I), argentinischer Fußballspieler
- José Gómez (Radsportler) (1944–2014), spanischer Radrennfahrer
- José Gómez (Fußballspieler, 1949), uruguayischer Fußballspieler
- José Gómez (Leichtathlet) (1956–2021), mexikanischer Langstreckenläufer
- José Gómez (Fußballspieler, 2000), argentinischer Fußballspieler
- José Gómez Esparza (1898–1970), mexikanischer Politiker und Diplomat
- José Gómez Mustelier (* 1959), kubanischer Boxer
- José Gómez Ortega (1895–1920), spanischer Stierkämpfer
- José Ángel Gómez Marchante (* 1980), spanischer Radrennfahrer
- José Antonio Gómez y Olguín (1805–1876), mexikanischer Organist, Komponist und Musikpädagoge
- José Antonio Molina Gómez (* 1972), spanischer Althistoriker
- José F. Gómez (Che Gómez; 1858–1911), mexikanischer Revolutionär und Politiker
- José Figueroa Gómez (* 1946), kolumbianischer Geistlicher, Bischof von Granada en Colombia
- José Gervasio Gómez (* 1949), uruguayischer Fußballspieler
- José Gilbert Gómez (* 1991), panamaischer Tennisspieler
- José Higinio Gómez González (1932–2008), spanischer Geistlicher, Bischof von Lugo
- José Horacio Gómez (* 1951), US-amerikanischer Geistlicher, Erzbischof von Los Angeles
- José de Jesús Gómez (* 1983), mexikanischer Radrennfahrer
- José Luis Gómez (Schauspieler) (* 1940), spanischer Schauspieler und Regisseur
- José Luis Gómez (Fußballspieler) (* 1993), argentinischer Fußballspieler
- José Luís Gómez Ríos, spanischer Dirigent
- José Luis Abajo Gómez (* 1978), spanischer Fechter, siehe José Luis Abajo
- José Luis Viejo Gómez (1949–2014), spanischer Radrennfahrer, siehe José Luis Viejo
- José María Velasco Gómez (1840–1912), mexikanischer Maler
- José Miguel Gómez (1858–1921), kubanischer Politiker, Präsident 1909 bis 1913
- José Miguel Gómez Rodríguez (* 1961), kolumbianischer Geistlicher, Erzbischof von Manizales
- José Socorro Salcido Gómez (1930–2015), mexikanischer Politiker
- Joseph Gómez (auch Joe Gómez; * 1987), gambischer Fußballspieler
- Joseph Dave Gomez (* 1997), englischer Fußballspieler, siehe Joe Gomez
- Joshua Gomez (* 1975), US-amerikanischer Schauspieler
- Juan Gómez (Bischof) (* 1962), bolivianischer Geistlicher, Weihbischof in Santa Cruz de la Sierra
- Juan Gómez Chapetes (1924–2009), mexikanischer Fußballspieler
- Juan Gómez González (1954–1992), spanischer Fußballspieler, siehe Juanito
- Juan Gómez-Jurado (* 1977), spanischer Schriftsteller
- Juan Gómez de Mora (1586–1648), spanischer Architekt
- Juan Andres Gómez (* 1987), ecuadorianischer Tennisspieler
- Juan Carlos Gómez (* 1973), kubanischer Boxer
- Juan Ignacio Gómez Gorjón (* 1968), spanischer Flamencomusiker, siehe Chicuelo
- Juan José Gómez (* 1980), Fußballspieler aus El Salvador
- Juan Manuel Gómez Robledo (* 1959), mexikanischer Jurist, Richter und Diplomat
- Juan Manuel Gómez (Juan Manuel Gómez Silvera; * 1990), uruguayischer Fußballspieler
- Juan Manuel Gómez Sánchez (* 1981), spanischer Fußballspieler, siehe Juanma (Fußballspieler, 1981)
- Juan Mario Gómez Esteban (* 1958), spanischer Schachspieler
- Juan Pablo Gómez (* 1991), chilenischer Fußballspieler
- Juan Sebastián Gómez (* 1992), kolumbianischer Tennisspieler
- Juan Vicente Gómez (1857–1935), venezolanischer Offizier und Politiker, Präsident 1908 bis 1935
- Julio Gómez (* 1994), mexikanischer Fußballspieler
- Julio Gómez (Leichtathlet) (* 1931), spanischer Mittelstreckenläufer

### L
- Lara Gómez (* 1997), spanische Leichtathletin
- Laura Gómez (Schauspielerin) (* 1979), dominikanische Schauspielerin, Sprecherin, Autorin und Regisseurin
- Laura Gómez Ropiñón (* 1984), spanische Judoka, Olympiateilnehmerin 2016
- Laura Gómez Ramon (* 1994), spanische Triathletin
- Laureano Gómez (1889–1965), kolumbianischer Politiker
- Leandro Gómez (1811–1865), uruguayischer Militär und Politiker
- Lefty Gomez (1908–1989), US-amerikanischer Baseballspieler
- Leroy Gomez, US-amerikanischer Popsänger und Saxophonist
- Leticia Gómez-Tagle, mexikanische Pianistin und Klavierpädagogin
- Liam Gomez (* 1992), Tennisspieler aus Trinidad und Tobago
- Libardo Ramírez Gómez (* 1933), kolumbianischer Geistlicher, emeritierter Bischof von Garzón
- Louis M. Gomez (* 1952), US-amerikanischer Medien- und Bildungswissenschaftler
- Lucas Gómez (* 1995), mexikanischer Tennisspieler
- Lucia Varela Gomez (* 2003), spanische Volleyballspielerin
- Luciana Gómez-Iriondo (* 2003), argentinische Stabhochspringerin
- Lucina da Costa Gomez-Matheeuws (1929–2017), Politikerin der Niederländischen Antillen
- Lucio Gómez, mexikanischer Fußballspieler
- Luis António Gomez Urosa (* 1994), venezolaneischer Radsportler
- Luis Gómez (Baseballspieler) (* 1951), mexikanischer Baseballspieler
- Luis Gómez (Tennisspieler) (* 1992), panamaischer Tennisspieler
- Luis Gómez (Fußballspieler, 1994) (* 1994), uruguayischer Fußballspieler
- Luis Gómez (Fußballspieler, 1972) (* 1972), ecuadorianischer Fußballspieler
- Luis Andrés Vargas Gómez (1915–2003), kubanischer Ökonom, Diplomat und Oppositioneller
- Luis Diego Gómez (* 1944), costa-ricanischer Botaniker
- Luis Horacio Gómez González (1958–2016), kolumbianischer Geistlicher, Apostolischer Vikar von Puerto Gaitán
- Luis Humberto Gómez (* 19??), argentinischer Polizistenmörder
- Luis Moses Gomez (um 1660–??), jüdischer Kaufmann
- Luis Gómez-Imbert, venezolanischer Kontrabassist

### M
- Madeleine-Angélique de Gomez (1684–1770), französische Schriftstellerin
- Maita Gomez (1947–2012), philippinisches Model
- Manuel Gómez Acebo y de Igartua (1922–2009), spanischer Diplomat
- Manuel Gómez-Moreno (1870–1970), spanischer Historiker und Epigraphiker
- Manuel Gómez Morín (1897–1972), mexikanischer Politiker (PAN) und Parteigründer
- Manuel Gómez-Salazar y Lucio-Villegas (1824–1893), spanischer Erzbischof und Senator
- Manuel Hernández Gómez († 2014), kolumbianischer Maler
- Marc Gomez (* 1954), französischer Radrennfahrer
- Marcela Gómez (* 1984), argentinische Langstreckenläuferin
- Marco Kehl-Gómez (* 1992), deutscher Fußballspieler
- Mariano Gomez (1799–1872), philippinischer Priester
- Mario Gómez (Mario Gómez García, * 1985), deutsch-spanischer Fußballspieler
- Mario Gómez (Leichtathlet) (Manuel Mario Gómez Daza Ekelund, 1907–1971), mexikanischer Leichtathlet
- Mario Gómez (Fußballspieler, 1957) (Roberto Carlos Mario Gómez, * 1957), argentinischer Fußballspieler und -trainer
- Mario Gómez (Fußballspieler, Mai 1981) (Mario Augusto Gomez Urbina, * 1981), peruanischer Fußballspieler
- Mario Gómez (Fußballspieler, August 1981) (Mario Arnaldo Gómez Castellanos, * 1981), honduranischer Fußballspieler
- Mario de Jesús Álvarez Gómez (* 1959), kolumbianischer Geistlicher, Bischof von Istmina-Tadó
- Marlene Gomez-Göggel (* 1993), deutsche Triathletin
- Marte R. Gómez (Politiker) (Marte Rodolfo Gómez Segura; 1896–1973), mexikanischer Politiker
- Martín Gómez (Fußballspieler, 1983) (* 1983), argentinischer Fußballspieler
- Martín Gómez (Fußballspieler, 1989) (* 1989), panamaischer Fußballspieler
- Mary Caroline Gomez, gambische Schriftstellerin
- Mauricio Gómez (* 1992), uruguayischer Fußballspieler
- Mauro Gómez Peralta (* 1937), mexikanischer Diplomat
- Maximiliano Gómez (Politiker) (Maximiliano Gómez Horacio; 1943–1971), dominikanischer Politiker
- Maximiliano Gómez (Fußballspieler, 1993) (* 1993), uruguayischer Fußballspieler
- Maximiliano Gómez (Fußballspieler, 1996) (* 1996), uruguayischer Fußballspieler
- Máximo Gómez (1836–1905), kubanischer General
- Mayker Gómez (* 1971), venezolanischer Fußballschiedsrichter
- Melissa Ortiz Gomez (* 1982), spanische Tänzerin
- Michael A. Gomez, US-amerikanischer Historiker
- Michel Gomez (* 1951), französischer Basketballspieler
- Michelle Gomez (* 1966), britische Schauspielerin
- Miguel Gómez (Fotograf) (* 1974), US-amerikanischer Fotograf
- Miguel Gómez de Silva (1594–1668), chilenischer Offizier in spanischen Diensten
- Miguel Ángel Gómez (* 1957), mexikanischer Fußballspieler und -trainer
- Miguel Ángel Gómez (Leichtathlet) (* 1968), spanischer Sprinter
- Miguel Ángel Gómez Martínez (1949–2024), spanischer Dirigent und Komponist
- Miguel Mariano Gómez (1890–1950), kubanischer Politiker, Präsident 1936
- Miguel Romano Gómez (* 1959), US-amerikanischer Geistlicher, Weihbischof in Guadalajara
- Miguel Darío Miranda y Gómez (1895–1986), mexikanischer Geistlicher, Erzbischof von Mexiko
- Moi Gómez (* 1994), spanischer Fußballspieler
- Moises Frumencio da Costa Gomez (1907–1966), Politiker der Niederländischen Antillen

### N
- Nick Gomez (* 1963), US-amerikanischer Regisseur
- Nico Gomez (* 1990), deutscher Sänger und Songwriter
- Nicolás Gómez (Fußballspieler, Juni 1992) (Nicolás Evar Gómez Silveira; * 1992), uruguayischer Fußballspieler
- Nicolás Gómez (Fußballspieler, Dezember 1992) (Nicolás Augustín Gómez; * 1992), argentinischer Fußballspieler
- Nicolás Gómez Dávila (1913–1994), kolumbianischer Philosoph
- Nicole Botter Gomez (* 1997), italienische Shorttrackerin

### O
- Omar Gomez Rey (1957–2022), kolumbianischer Maler
- Oscar Gómez (Boxer) (* 1975), argentinischer Boxer
- Óscar Freire Gómez (* 1976), spanischer Radrennfahrer
- Oscar Aníbal Salazar Gómez (* 1942), kolumbianischer Bischof von La Dorada-Guaduas
- Osvaldo Gómez (* 1964), chilenischer Fußballspieler

### P
- Pablo Gómez (Gewichtheber), uruguayischer Gewichtheber
- Pablo Gómez (Fußballspieler, 1970) (Pablo Gómez Ortiz de Guzmán; * 1970), spanischer Fußballspieler
- Pablo Hernán Gómez (1977–2001), argentinischer Fußballspieler
- Pablo S. Gomez (1931–2010), philippinischer Comic- und Drehbuchautor
- Paula Gómez (Judoka) (* 1985), argentinische Judoka
- Paula Gómez (Kanutin) (* 2001), chilenische Kanutin
- Paula Gómez (Leichtathletin) (* 2004), spanische Leichtathletin
- Pedro Gómez (Missionar) (1533/1535–1600), spanischer Jesuit, Theologe und Missionar
- Pedro Gomez (Badminton), spanischer Badmintonspieler
- Pedro Gómez y Gómez (1888–1961), spanischer Maler
- Pedro Gómez Valderrama (1923–1992), kolumbianischer Schriftsteller und Diplomat
- Pedro Beck-Gomez (* 1992), brasilianischer Fußballspieler
- Pedro Mendiondo Gómez (1945–2013), kubanischer General
- Pedro Nel Gómez (1899–1984), kolumbianischer Maler, Bildhauer und Architekt
- Peter Gomez (Ökonom) (* 1947), Schweizer Ökonom und Manager
- Peter Gomez (Journalist, 1963) (* 1963), italienischer Journalist und Autor
- Peter Gomez (Journalist, II), gambischer Journalist und Medienmanager
- Pierre Gomez (Boxer), französischer Boxer
- Pierre Gomez (Literaturwissenschaftler) (* 1973), gambischer Literaturwissenschaftler
- Pierre-Yves Gomez (* 1960), französischer Wirtschaftswissenschaftler und Hochschullehrer
- Pilar Gómez (* 1974), spanische Schauspielerin

### R
- Rachel Gomez (* 1996), US-amerikanische Volleyballspielerin
- Ramón Gómez de la Serna (1888–1963), spanischer Schriftsteller
- Raquel Martínez-Gómez (* 1973), spanische Schriftstellerin
- Raúl Gómez (Fußballspieler) (1950–2025), mexikanischer Fußballspieler
- Raúl Gómez González (* 1954), mexikanischer Geistlicher, Erzbischof von Toluca
- Raúl López Gómez (* 1993), mexikanischer Fußballspieler
- Ray Gomez (* 1953), marokkanischer Gitarrist
- Rick Gomez (* 1972), US-amerikanischer Schauspieler
- Roberto Gomez (Billardspieler) (* 1978), philippinischer Poolbillardspieler
- Roberto Gómez Bolaños (1929–2014), mexikanischer Schauspieler, Regisseur und Autor
- Roberto Gómez Junco (* 1956), mexikanischer Fußballspieler
- Roberto Suárez Gómez (1932–2000), bolivianischer Drogenhändler
- Rodolfo Gómez (Leichtathlet, 1946) (* 1946), nicaraguanischer Langstreckenläufer
- Rodolfo Gómez (Leichtathlet, 1950) (* 1950), mexikanischer Langstreckenläufer
- Rodrigo Gómez (* 1968), chilenischer Fußballspieler
- Rónald Gómez (* 1975), costa-ricanischer Fußballspieler
- Rónald Gómez (Radsportler) (* 1991), kolumbianischer Radrennfahrer
- Roxana Gómez (* 1999), kubanische Leichtathletin
- Rubén Gómez (Baseballspieler) (1927–2004), puerto-ricanischer Baseballspieler
- Rubén Gómez (Fußballspieler, 1956) (* 1956), chilenischer Fußballspieler
- Rubén Gómez (Politiker) (* 1983), spanischer Politiker
- Rubén Gómez (Fußballspieler, 1984) (* 1984), argentinischer Fußballspieler
- Rubén Darío Gómez (1940–2010), kolumbianischer Radrennfahrer
- Rubén Salazar Gómez (* 1942), kolumbianischer Geistlicher, Erzbischof von Bogotá

### S
- Salvador Gómez (* 1968), spanischer Wasserballspieler
- Samin Gomez (* 1992), venezolanische Automobilrennfahrerin
- Santiago Gómez Sierra (* 1957), spanischer Geistlicher, Bischof von Huelva
- Santiago Castro-Gómez (* 1958), kolumbianischer Philosoph
- Sara Gómez (1943–1974), kubanische Filmregisseurin und Drehbuchautorin
- Sara Gómez (Autorin) (* 1982), deutsch-chilenische Autorin und Übersetzerin
- Sebastián Gómez (* 1983), andorranischer Fußballspieler
- Sebastían Silva Gomez (* 1993), deutsch-kolumbianischer American-Football-Spieler
- Scott Gomez (* 1979), US-amerikanischer Eishockeyspieler
- Selena Gomez (* 1992), US-amerikanische Schauspielerin, Sängerin, Model und Synchronsprecherin
- Sergi Gómez (* 1992), spanischer Fußballspieler
- Sergio Gómez (Schriftsteller) (* 1962), chilenischer Schriftsteller
- Sergio Gómez (Sänger) (1973–2007), mexikanischer Sänger
- Sergio Gómez (Fußballspieler, 1990) (* 1990), paraguayischer Fußballspieler
- Sergio Gómez (Fußballspieler, 1991) (* 1991), spanischer Fußballspieler
- Sergio Gómez (Fußballspieler, 2000) (* 2000), spanischer Fußballspieler
- Sergio Gómez-Alba (* 1943), spanischer Politiker
- Sergio Rodríguez Gómez (* 1986), spanischer Basketballspieler, siehe Sergio Rodríguez (Basketballspieler)
- Servando Gómez Martínez (* 1966), mexikanischer Drogenhändler
- Shannon Gomez (* 1996), Fußballspieler aus Trinidad und Tobago
- Sheriff Gomez (* um 1960), gambischer Politiker
- Simó Gómez (Simó Gómez Polo; 1845–1880), spanischer Kupferstecher und Maler
- Sofía Gómez Córdova (* 1983), mexikanische Drehbuchautorin und Filmregisseurin
- Sofía Gómez Uribe (* 1992), kolumbianische Apnoetaucherin
- Sofía Gómez Villafañe (* 1994), argentinische Mountainbikerin
- Solomon Gomez, gambischer Fußballspieler
- Stuart Gomez (* 1982), australischer Badmintonspieler

### T
- Tamara Gómez Garrido, spanische Profi-Triathletin
- Tato Gomez (* 1953), deutscher Musikproduzent, Rock- und Popmusiker
- Teodoro Gómez Rivera (* 1963), honduranischer Geistlicher, Bischof von Choluteca
- Thomas Gomez (1905–1971), US-amerikanischer Schauspieler
- Tito Gómez (1948–2007; eigentlich Luís Alberto Gómez), puerto-ricanischer Salsasänger
- Tomás Enrique Márquez Gómez (1915–2004), venezolanischer Geistlicher, katholischer Bischof

### U
- Unai Gómez (* 2003), spanischer Fußballspieler

### V
- Valentín Gómez Farías (1781–1858), mexikanischer Politiker
- Valeriano Gómez (* 1957), spanischer Politiker
- Verónica Gómez (1985–2012), venezolanische Volleyballspielerin
- Víctor Gómez (Skirennläufer) (* 1974), andorranischer Skirennläufer
- Víctor Gómez (Fußballspieler) (* 2000), spanischer Fußballspieler
- Víctor René Rodríguez Gómez (* 1950), mexikanischer Geistlicher

### W
- Walter Gómez (1927–2004), uruguayischer Fußballspieler
- Wilfredo Gómez (* 1956), puerto-ricanischer Boxer

### X
- Xabier Gómez García (* 1970), spanischer Ordensgeistlicher, Bischof von Sant Feliu de Llobregat
- Xochitl Gomez (* 2006), US-amerikanische Schauspielerin

### Y
- Yelko Gómez (* 1989), panamaischer Radrennfahrer
- Yohana Gómez (* 1994), spanische Fußballspielerin